# Catopsis sessiliflora
Espèce
Synonymes
- Bromelia sessiliflora (Ruiz & Pav.) Lodd. ex Loudon
- Catopsis aloides (Schltdl. & Cham.) Baker
- Catopsis apicroides (Schltdl. & Cham.) Baker
- Catopsis modesta F.Muell.
- Catopsis nutans var. erecta  Wittm.
- Catopsis schindleri Mez & Wercklé
- Catopsis sessiliflora var. dioica L.B.Sm.
- Catopsis tenuis Cufod.
- Pogospermum sessiliflorum (Ruiz & Pav.) Brongn.
- Pogospermum sessiliflorum Ruiz & Pav.
- Tillandsia aloides Schltdl. & Cham.
- Tillandsia apicroides Schltdl. & Cham.
- Tillandsia sessiliflora Ruiz & Pav.
- Tussacia aloides E. Morren ex André
- Tussacia apicroides Beer (non-valide)
- Tussacia sessiliflora (Ruiz & Pav.) Beer

Catopsis sessiliflora est une espèce de plantes à fleurs de la famille des Bromeliaceae, présente dans les régions tropicales de l'Amérique centrale à l'Amérique du Sud et dans la Caraïbe

## Synonymes
- Bromelia sessiliflora (Ruiz & Pav.) Lodd. ex Loudon
- Catopsis aloides (Schltdl. & Cham.) Baker
- Catopsis apicroides (Schltdl. & Cham.) Baker
- Catopsis modesta F.Muell.
- Catopsis nutans var. erecta  Wittm.
- Catopsis schindleri Mez & Wercklé
- Catopsis sessiliflora var. dioica L.B.Sm.
- Catopsis tenuis Cufod.
- Pogospermum sessiliflorum (Ruiz & Pav.) Brongn.
- Pogospermum sessiliflorum Ruiz & Pav.
- Tillandsia aloides Schltdl. & Cham.
- Tillandsia apicroides Schltdl. & Cham.
- Tillandsia sessiliflora Ruiz & Pav.
- Tussacia aloides E. Morren ex André
- Tussacia apicroides Beer (non-valide)
- Tussacia sessiliflora (Ruiz & Pav.) Beer

## Distribution
L'espèce est largement répandue de l'Amérique centrale à l'Amérique du Sud, notamment au Mexique, au Belize, au Costa Rica, au Guatemala, au Nicaragua, au Honduras, au Panama, à Cuba, en République dominicaine, à Haïti, en Guyane, au Suriname, au Venezuela, en Colombie, en Équateur, au Pérou et au Brésil. 

## Description
L'espèce est épiphyte.